# Fußball-Landesliga Schleswig-Holstein 1969/70
Die Landesliga Schleswig-Holstein wurde zur Saison 1969/70 das 23. Mal ausgetragen und bildete bis zur Saison 1973/74 den Unterbau der zweitklassigen Regionalliga Nord. Die beiden erstplatzierten Mannschaften durften an der Aufstiegsrunde zur zweitklassigen Regionalliga Nord teilnehmen, die Mannschaften auf den beiden letzten Plätzen mussten in die Verbandsliga absteigen.

## Vereine
Im Vergleich zur Saison 1968/69 veränderte sich die Zusammensetzung der Liga folgendermaßen: Keine Mannschaft war in die Regionalliga Nord auf-, während der Heider SV nach einer Saison wieder aus der Regionalliga Nord abgestiegen war. Die drei Absteiger Itzehoer SV Amateure, TSV Lägerdorf und Holstein Kiel Amateure hatten die Landesliga verlassen und wurden durch die beiden Aufsteiger TSV Westerland und TSV Heiligenstedten ersetzt, die erstmals in der höchsten Liga Schleswig-Holsteins spielten.
| Verein               | Stadt           | Kreis              | Qualifikation                        |
| -------------------- | --------------- | ------------------ | ------------------------------------ |
| Heider SV            | Heide           | Norderdithmarschen | Absteiger aus der Regionalliga Nord  |
| SV Friedrichsort     | Kiel            |                    | Meister 1968/69                      |
| VfB Kiel             | Kiel            |                    | 2. Platz 1968/69                     |
| VfL Oldesloe         | Bad Oldesloe    | Stormarn           | 3. Platz 1968/69                     |
| Schleswig 06         | Schleswig       | Schleswig          | 4. Platz 1968/69                     |
| Flensburg 08         | Flensburg       |                    | 5. Platz 1968/69                     |
| Rendsburger TSV      | Rendsburg       | Rendsburg          | 6. Platz 1968/69                     |
| FC Holstein Segeberg | Bad Segeberg    | Segeberg           | 7. Platz 1968/69                     |
| BSC Brunsbüttelkoog  | Brunsbüttelkoog | Süderdithmarschen  | 8. Platz 1968/69                     |
| Büdelsdorfer TSV     | Büdelsdorf      | Rendsburg          | 9. Platz 1968/69                     |
| Eichholzer SV        | Lübeck          |                    | 10. Platz 1968/69                    |
| MTV Heide            | Heide           | Norderdithmarschen | 11. Platz 1968/69                    |
| TSV Schlutup         | Lübeck          |                    | 12. Platz 1968/69                    |
| VfR Neumünster       | Neumünster      |                    | 13. Platz 1968/69                    |
| TSV Westerland       | Westerland      | Südtondern         | Aufsteiger aus der Verbandsliga Nord |
| TSV Heiligenstedten  | Heiligenstedten | Steinburg          | Aufsteiger aus der Verbandsliga Süd  |

## Saisonverlauf
Die Meisterschaft und damit die Teilnahme an der Aufstiegsrunde sicherte sich der SV Friedrichsort. Als Zweitplatzierter durfte der Heider SV ebenfalls teilnehmen. Heide erreichte den  Aufstieg in die Regionalliga Nord. Holstein Segeberg musste die Landesliga nach drei Spielzeiten verlassem, der TSV Heiligenstedten nach einer Spielzeit.
BSC Brunsbüttelkoog qualifizierte sich als Dritter für die deutsche Amateurmeisterschaft 1970. Dort setzte er sich zunächst gegen Union Böckingen durch und schied im Viertelfinale gegen FV Eppelborn aus.

### Tabelle
| Pl. | Verein                  | Sp. | S  | U  | N  | Tore    | Diff. | Punkte |
| --- | ----------------------- | --- | -- | -- | -- | ------- | ----- | ------ |
| 1.  | SV Friedrichsort (M)    | 30  | 21 | 7  | 2  | 069:260 | +43   | 49:11  |
| 2.  | Heider SV (A)           | 30  | 20 | 4  | 6  | 067:270 | +40   | 44:16  |
| 3.  | BSC Brunsbüttelkoog     | 30  | 15 | 9  | 6  | 053:410 | +12   | 39:21  |
| 4.  | VfL Oldesloe            | 30  | 13 | 8  | 9  | 059:320 | +27   | 34:26  |
| 5.  | TSV Westerland (N)      | 30  | 13 | 8  | 9  | 058:440 | +14   | 34:26  |
| 6.  | Rendsburger TSV         | 30  | 14 | 6  | 10 | 051:450 | +6    | 34:26  |
| 7.  | TSV Schlutup            | 30  | 13 | 8  | 9  | 047:410 | +6    | 34:26  |
| 8.  | Schleswig 06            | 30  | 10 | 10 | 10 | 041:450 | −4    | 30:30  |
| 9.  | VfB Kiel                | 30  | 8  | 13 | 9  | 044:450 | −1    | 29:31  |
| 10. | Eichholzer SV           | 30  | 9  | 8  | 13 | 035:400 | −5    | 26:34  |
| 11. | MTV Heide               | 30  | 9  | 7  | 14 | 034:460 | −12   | 25:35  |
| 12. | Büdelsdorfer TSV        | 30  | 7  | 11 | 12 | 034:480 | −14   | 25:35  |
| 13. | Flensburg 08            | 30  | 7  | 9  | 14 | 041:530 | −12   | 23:37  |
| 14. | VfR Neumünster          | 30  | 9  | 4  | 17 | 042:600 | −18   | 22:38  |
| 15. | FC Holstein Segeberg    | 30  | 6  | 8  | 16 | 043:670 | −24   | 20:40  |
| 16. | TSV Heiligenstedten (N) | 30  | 3  | 6  | 21 | 028:870 | −59   | 12:48  |

| (M) | Meister der Landesliga Schleswig-Holstein 1968/69       |
| (A) | Absteiger aus der Regionalliga Nord 1968/69             |
| (N) | Aufsteiger in die Landesliga Schleswig-Holstein 1969/70 |